# Iván Jaén
Iván Javier Jaén Julio (28 febbraio 1966) è un ex cestista panamense con cittadinanza costaricana.

## Carriera
Con Panama ha disputato due edizioni dei Campionati americani (1989, 2001).